# Capitoli di Slam Dunk

Copertina del primo volume della prima edizione italiana, raffigurante Hanamichi Sakuragi

Questa è la lista dei capitoli di Slam Dunk, manga scritto e illustrato da Takehiko Inoue e serializzato dal 1º ottobre 1990 al 17 giugno 1996 sulla rivista settimanale Weekly Shōnen Jump edita da Shūeisha. I capitoli sono stati raccolti in 31 volumi tankōbon pubblicati dall'8 febbraio 1991 al 3 ottobre 1996 sotto l'etichetta Jump Comics di Shūeisha. Successivamente è stata distribuita una nuova edizione in formato kanzenban composta da 24 volumi usciti dal 19 marzo 2001 al 2 febbraio 2002. Una terza edizione in formato shinsōban e composta da 20 volumi è uscita tra il 1º giugno 2018 e il 1º settembre 2018.
Nel 2004 Inoue ha realizzato un epilogo intitolato Slam Dunk: 10 Days After, disegnato su 23 lavagne nell'ex campus dell'ormai dismessa scuola superiore Misaki situata nella prefettura di Kanagawa, dove si è tenuta un'esposizione dal 3 al 5 dicembre dello stesso anno. L'epilogo, insieme alla spiegazione dell'evento, è stato ristampato nel numero di febbraio 2005 della rivista Switch. Toei Animation ha realizzato un adattamento anime del manga che è stato trasmesso originariamente in Giappone dal 23 ottobre 1993 al 23 marzo 1996 mentre in Italia è andato in onda su MTV dal 3 ottobre 2000.
In Italia il manga è stato pubblicato per la prima volta da Panini Comics sotto l'etichetta Marvel Manga dal 30 ottobre 1997 al 22 giugno 2000 dividendola in 62 volumi, ognuno corrispondente alla metà di uno di quelli originali. Successivamente l'opera ha ricevuto una seconda edizione denominata Slam Dunk Collection, stavolta in 31 volumi come quelli originali giapponesi, che è stata distribuita dal 20 dicembre 2001 al 17 giugno 2004. Sempre la Panini Comics ha iniziato a ripubblicare il fumetto con un nuovo formato equivalente a quello della kanzenban giapponese e con il titolo Slam Dunk Deluxe dal 12 ottobre 2006 al 12 giugno 2008 ma si è interrotta al decimo numero. Alcuni anni dopo i diritti sono stati acquistati dall'editore d/visual che ha realizzato un'ulteriore edizione simile a quella di Slam Dunk Deluxe e resa disponibile dal 21 febbraio 2010 al 22 dicembre 2012 per un totale di 24 volumi sempre in formato kanzenban e con alcune tavole a colori. Panini Comics ha pubblicato un'altra edizione dal 12 settembre 2019 al 20 maggio 2021 la quale è basata sulla shinsōban giapponese e presenta 20 volumi totali.
La serie ha come protagonista un adolescente di nome Hanamichi Sakuragi che diventa un giocatore di basket della squadra della scuola superiore Shohoku per cercare di conquistare Haruko Akagi, una ragazza che gli piace. Tuttavia nel corso del tempo inizia ad imparare sempre di più riguardo allo sport e gioca a diverse partite, e poco a poco inizia ad appassionarsi alla disciplina.

## Volumi 1-10
| Nº Ja | Nº It | Titolo italiano Giapponese 「Kanji」 - Rōmaji | Data di prima pubblicazione         | Data di prima pubblicazione         |
| Nº Ja | Nº It | Titolo italiano Giapponese 「Kanji」 - Rōmaji | Giapponese                          | Italiano                            |
| 1     | 1-2   | Il giovane Sakuragi 「桜木君」 - Sakuragi-kun | 8 febbraio 1991 ISBN 4-08-871611-6  | 30 ottobre 1997 27 novembre 1997    |
| 1     | 1-2   | Capitoli - 1. Il giovane Sakuragi (桜木君?, Sakuragi-kun) - 2. Salve, sono Rukada Kaede (流川楓だ?, Rukawa Kaede) - 3. Blood (Blood?) - 4. Gorillone scimunito (ゴリラジジイ?, Gorirajijii) - 5. L'amore vincerà (愛は勝つ?, Ai wa katsu) - 6. Jam! (Jam!?) - 7. I'm Basketman (I'm バスケットマン?, I'm Basuketto Man) - 8. Hanamichi entra nel club (花道入部?, Hanamichi nyūbu) - 9. I fondamentali sono importanti (基本が大事?, Kihon ga daiji)                                                                                               |                                     |                                     |
| 2     | 3-4   | New Power Generation 「New Power Generation」 | 10 giugno 1991 ISBN 4-08-871612-4   | 24 dicembre 1997 29 gennaio 1998    |
| 2     | 3-4   | Capitoli - 10. Un pomeriggio da smidollati (根性なしの午後?, Konjō nashi no gogo) - 11. Il Budda dai capelli bianchi (白髪仏?, Hakuhatsu hotoke) - 12. Duello! (本物対決?, Honmono taiketsu) - 13. Sky-Walker (Sky-Walker?) - 14. New Power Generation (New Power Generation?) - 15. Un giorno di pioggia (ある雨の日?, Aru ame no hi) - 16. Un vero fuoriclasse (実力者?, Jitsuryokusha) - 17. L'uomo del judo (柔道男?, Jūdō otoko) - 18. What I Am (What I Am?)                                                                                 |                                     |                                     |
| 3     | 5-6   | Aiuto, non mi riescono i tiri! 「庶民のシュートは難しい」 - Shomin no Shūto wa muzukashii | 10 luglio 1991 ISBN 4-08-871613-2   | 26 febbraio 1998 5 marzo 1998       |
| 3     | 5-6   | Capitoli - 19. Gorillone contento (ゴリ上機嫌?, Gori jōkigen) - 20. Aiuto, non mi riescono i tiri! (庶民のシュートは難しい?, Shomin no Shūto wa muzukashii) - 21. Sensazione (その感覚?, Sono kankaku) - 22. Sarà meglio controllare! (「要チェックや」?, 'Yō Chekku ya') - 23. Un uomo eccezionale (ただ者じゃない男?, Tadamono ja nai otoko) - 24. La vigilia della partita (明日の前の日?, Ashita no mae no hi) - 25. Legati dal destino (因縁の二人?, Innen no ninin) - 26. Arma segreta (秘密兵器と呼ばれて?, Himitsu heiki to yobarete)      |                                     |                                     |
| 4     | 7-8   | Debutto da protagonista 「主役登場!!」 - Shuyaku tōjō!! | 7 agosto 1991 ISBN 4-08-871614-0    | 12 marzo 1998 26 marzo 1998         |
| 4     | 7-8   | Capitoli - 27. Capitano di fuoco (燃えるキャプテン?, Moeru Kyaputen) - 28. Uragano Ryonan (ドトウの陵南?, Dotō no Ryōnan) - 29. Gioco a cinque stelle (超高校級?, Chō kōkō kyū) - 30. Counter Attack (Counter Attack?) - 31. Smania di giocare (うずうず?, Uzuuzu) - 32. Pericolo pubblico (危険人物?, Kiken jinbutsu) - 33. Batticuore (ドキドキ?, Fokidoki) - 34. Debutto da protagonista (主役登場 !!?, Shuyaku tōjō!!) - 35. Quest'uomo è un mostro (なんだコイツは?, Nanda koitsu wa)                                                         |                                     |                                     |
| 5     | 9-10  | Rimbalzo 「Rebound」 | 9 ottobre 1991 ISBN 4-08-871615-9   | 9 aprile 1998 23 aprile 1998        |
| 5     | 9-10  | Capitoli - 36. L'errore di Taoka (田岡の誤算?, Taoka no gosan) - 37. In assenza del gorilla (ゴリのいぬ間に?, Gori no inu kan ni) - 38. Rimbalzo (Rebound?) - 39. I tormenti del dio del rimbalzo (リバウンド王の苦悩?, Ribaundo ō no kunō) - 40. Stai sbagliando tutto (ちが〜〜〜〜う?, Chiga〜〜〜〜u) - 41. Talento (天才?, Tensai) - 42. Impossibile frenare gli ambiziosi (負けず嫌いは止まらない?, Makezugirai wa tomaranai) - 43. Gli ultimi due minuti (ラスト2分?, Rasuto 2 fun) - 44. E senz'altro Sendo! (仙道君です?, Sendō-kun desu) |                                     |                                     |
| 6     | 11-12 | Nothing to Lose 「Nothing to Lose」 | 3 dicembre 1991 ISBN 4-08-871616-7  | 14 maggio 1998 28 maggio 1998       |
| 6     | 11-12 | Capitoli - 45. Unbelievable (Unbelievable?) - 46. No Time (No Time?) - 47. L'acchiappavittoria (勝利を呼ぶ男?, Shōri o yobu otoko) - 48. Nothing to Lose (Nothing to Lose?) - 49. Scarpe da basket (バッシュ?, Basshu) - 50. Il ritardatario (遅れてきた男?, Okurete kita otoko) - 51. Cercaguai (スーパー問題児?, Sūpā mondaiji) - 52. L'incidente (事件?, Jiken) - 53. Un cattivo presagio (イヤな予感?, Iya na yokan) |                                     |                                     |
| 7     | 13-14 | L'ultimo giorno nel club di basket 「バスケ部最後の日」 - Basuke-bu saigo no hi | 10 marzo 1992 ISBN 4-08-871617-5    | 11 giugno 1998 18 giugno 1998       |
| 7     | 13-14 | Capitoli - 54. Arrogante ma simpatico (やな奴だけど?, Yanayatsu dakedo) - 55. Teppisti (不良?, Furyō) - 56. Con le scarpe ai piedi (土足?, Dosoku) - 57. So Sticky (So Sticky?) - 58. L'ultimo giorno nel club di basket (バスケ部最後の日?, Basuke-bu saigo no hi) - 59. Burst (Burst?) - 60. Perché lo fai? (それがどうした?, Sore ga dōshita) - 61. Paladini della giustizia (正義の味方?, Seigi no mikata) - 62. L'armata Sakuragi (桜木軍団?, Sakuragi-gundan)                                                                                |                                     |                                     |
| 8     | 15-16 | Basketball 「Basketball」 | 10 giugno 1992 ISBN 4-08-871618-3   | 9 luglio 1998 23 luglio 1998        |
| 8     | 15-16 | Capitoli - 63. Promettimi che non tornerai mai più (「2度と来ない」?, Nido to konai) - 64. Mitsui (三井?, Mitsui) - 65. Toglietevi le scarpe (靴を脱げ?, Kutsu o nuge) - 66. MVP-Most Valuable Player (MVP?) - 67. Alla conquista del campionato nazionale (全国制覇?, Zenkoku seiha) - 68. Hisashi Mitsui, 15 anni (三井寿15歳?, Mitsui Hisashi jūgo-sai) - 69. Wish (Wish?) - 70. Non sento più dolore (痛くねえ?, Itakunee) - 71. Basketball (Basketball?)                                                                                      |                                     |                                     |
| 9     | 17-18 | L'armata cercaguai 「問題児集団」 - Mondaiji shūdan | 4 settembre 1992 ISBN 4-08-871619-1 | 6 agosto 1998 27 agosto 1998        |
| 9     | 17-18 | Capitoli - 72. Start (Start?) - 73. Il 19 maggio (5月19日?, Gogatsu nijūkunichi) - 74. L'armata cercaguai (問題児集団?, Mondaiji shūdan) - 75. Who Are Those Guys? (Who Are Those Guys??) - 76. Freethrow (Freethrow?) - 77. Rookie Sensation (Rookie Sensation?) - 78. Dimostrazione di genialità (天才の証明?, Tensai no shōmei) - 79. Malinconia di un genio (天才の憂鬱?, Tensai no yū'utsu) - 80. Malinconia di un genio 2 (天才の憂鬱?, Tensai no yū'utsu Tsū)                                                                               |                                     |                                     |
| 10    | 19-20 | Sakuragi re del rimbalzo 「リバウンド王桜木」 - Ribaundo ō Sakuragi | 2 dicembre 1992 ISBN 4-08-871620-5  | 10 settembre 1998 24 settembre 1998 |
| 10    | 19-20 | Capitoli - 81. Un temibile avversario (強豪?, Kyōgō) - 82. Tip-Off (Tip Off?) - 83. Number One Center (No.1センター?, Nanbā Wan Sentā) - 84. Gioco individualista (個人プレー?, Kojin Purē) - 85. Una pessima scelta (ミスマッチ?, Misumatchi) - 86. Un errore dello Shoyo (翔陽の誤算?, Shōyō no gosan) - 87. La fine del primo tempo (前半の終わり方?, Zenhan no owarikata) - 88. Sakuragi re del rimbalzo (リバウンド王桜木?, Ribaundo ō Sakuragi) - 89. Scuola superiore Shoyo quarto posto (翔陽＃4?, Shōyō Nanbā Fō)                         |                                     |                                     |

## Volumi 11-20
| Nº Ja | Nº It | Titolo italiano Giapponese 「Kanji」 - Rōmaji | Data di prima pubblicazione         | Data di prima pubblicazione       |
| Nº Ja | Nº It | Titolo italiano Giapponese 「Kanji」 - Rōmaji | Giapponese                          | Italiano                          |
| 11    | 21-22 | Abilità o fortuna? 「マグレだとしても」 - Magure da toshitemo | 4 febbraio 1993 ISBN 4-08-871621-3  | 8 ottobre 1998 22 ottobre 1998    |
| 11    | 21-22 | Capitoli - 90. Lo Shoyo di Fujima (藤真のいる翔陽?, Fujima no iru Shōyō) - 91. 60 secondi (60 Seconds?) - 92. Ciò che serve per vincere (勝ちにいく?, Kachi ni iku) - 93. Quali sono i limiti di Mitsui? (三井限界説?, Mitsui genkaisetsu) - 94. Un idiota qualunque (大バカヤロウ?, Dai-bakayarō) - 95. Quattro falli (4ファウル?, Fō Fauru) - 96. Rookies (Rookies?) - 97. Abilità o fortuna? (マグレだとしても?, Magure da toshitemo) - 98. Star per un giorno (今日の有名人?, Kyō no yūmeijin) |                                     |                                   |
| 12    | 23-24 | Lotta per il trono 「王者への挑戦」 - Ōja e no chōsen | 2 aprile 1993 ISBN 4-08-871622-1    | 12 novembre 1998 26 novembre 1998 |
| 12    | 23-24 | Capitoli - 99. Lotta per il trono (王者への挑戦?, Ōja e no chōsen) - 100. Colonna portante (大黒柱?, Daikokubashira) - 101. Sono certo che ce la faremo (気合入りまくり?, Kiai-iri makuri) - 102. Run & Gun (ラン＆ガン?, Ran Ando Gan) - 103. Battaglia per la supremazia (群雄割拠?, Gun'yūkakkyo) - 104. Un giocatore imprevedibile (計算外プレイヤー?, Keisan-gai Pureiyā) - 105. Il gigante e la formica (天才と雑魚?, Tensai to zako) - 106. Sakuragi è messo a nudo (裸の桜木?, Hadaka no Sakuragi) - 107. Risparmiare le energie (温存?, Onzon)                                                           |                                     |                                   |
| 13    | 25-26 | Unstoppable 「Unstoppable」 | 4 giugno 1993 ISBN 4-08-871623-X    | 10 dicembre 1998 24 dicembre 1998 |
| 13    | 25-26 | Capitoli - 108. La micidiale macchina da rimbalzo (超強力リバウンドマシーン?, Chōkyō Ribaundo Mashīn) - 109. Accident (Accident?) - 110. Il gorilla lascia un vuoto (ゴリの穴?, Gori no ana) - 111. Il fratello minore di King Kong (キングコング・弟?, Kingu Kongu otōto) - 112. Egoista (Selfish?) - 113. Unstoppable (Unstoppable?) - 114. Rule the Game (Rule the Game?) - 115. L'asso dello Shokuku (湘北のエース?, Shōhoku no Ēsu) - 116. Il ritorno del Gorilla (ゴリ Is Back?, Gori Is Back) |                                     |                                   |
| 14    | 27-28 | The Best 「The Best」 | 4 agosto 1993 ISBN 4-08-871624-8    | 14 gennaio 1999 28 gennaio 1999   |
| 14    | 27-28 | Capitoli - 117. Dopo un anno o due (1年か2年後?, Ichinen kara ninen go) - 118. I due capitani (両雄?, Ryōyū) - 119. The Best (The Best?) - 120. Seta (Silk?) - 121. La strategia di Anzai (安西作戦?, Anzai sakusen) - 122. Argento vivo (元気な男?, Genki na otoko) - 123. Umiliazione (屈辱?, Kutsujoku) - 124. Io gioco per vincere (I Play to Win?) - 125. Tipi ostinati (しぶとい奴ら?, Shibotoi yatsura) |                                     |                                   |
| 15    | 29-30 | Paradiso e inferno 「天国と地獄」 - Tengoku to jigoku | 4 ottobre 1993 ISBN 4-08-871625-6   | 11 febbraio 1999 25 febbraio 1999 |
| 15    | 29-30 | Capitoli - 126. Limiti fisici (体力の限界?, Tairyoku no genkai) - 127. Abbasso Maki! (打倒・牧?, Datō Maki) - 128. Genio di nome e di fatto (天才の名にかけて?, Tensai no na ni kakete) - 129. Genio di nome e di fatto 2 (天才の名にかけて2?, Tensai no na ni kakete Tsū) - 130. Paradiso e inferno (天国と地獄?, Tengoku to jigoku) - 131. Paradiso e inferno 2 (天国と地獄?, Tengoku to jigoku Tsū) - 132. Sull'orlo del precipizio (がけっぷち?, Gakeppuchi) - 133. Una questione di responsabilità (責任問題?, Sekinin mondai) - 134. Testa pelata al contrattacco (ボーズ頭の逆襲?, Bōzu-atama no gyakushū) |                                     |                                   |
| 16    | 31-32 | Survival Game 「サバイバルゲーム」 - Sabaibaru Gēmu | 2 dicembre 1993 ISBN 4-08-871626-4  | 11 marzo 1999 25 marzo 1999       |
| 16    | 31-32 | Capitoli - 135. Il centro Mitsui (センター三井?, Sentā Mitsui) - 136. Punta al canestro! (シュートをねらえ?, Shūto o nera e) - 137. Three Days (3 Days?) - 138. Survival Game (サバイバル・ゲーム?, Sabaibaru Gēmu) - 139. La sfida del Ryonan (陵南の挑戦?, Ryōnan no chōsen) - 140. Una tattica geniale (奇策?, Kisaku) - 141. Playmaker (Point Guard?) - 142. Il segreto di Fuku-chan (フクちゃんの秘密?, Fuku-chan no hmitsu) - 143. Kainan Wave (海南 Wave?, Kainan Wave) |                                     |                                   |
| 17    | 33-34 | L'ultimo posto 「最後の椅子」 - Saigo no isu | 4 febbraio 1994 ISBN 4-08-871627-2  | 8 aprile 1999 22 aprile 1999      |
| 17    | 33-34 | Capitoli - 144. La strada verso il campionato nazionale (全国への道?, Zenkoku e no michi) - 145. Scontro tra superstar (スーパースター対決?, Sūpāsutā taiketsu) - 146. Con un ultimo sforzo (もうひとがんばり?, Mō hito ganbari) - 147. La visione di Sendo (仙道のシナリオ?, Sendō no Shinario) - 148. Nonno (オヤジ?, Oyaji) - 149. L'ultimo posto (最後の椅子?, Saigo no isu) - 150. Lo Shohoku e il Ryonan (湘北と陵南?, Shōhoku to Ryōnan) - 151. Above the Rim (Above the Rim?) - 152. Isolation (アイソレーション?, Aisorēshon)                                                                            |                                     |                                   |
| 18    | 35-36 | Arriva la fregatura 「落とし穴の予感」 - Otoshiana no yokan | 4 aprile 1994 ISBN 4-08-871628-0    | 13 maggio 1999 27 maggio 1999     |
| 18    | 35-36 | Capitoli - 153. Riuscirà a sfuggirti (抜けそう?, Nuke-sō) - 154. Emergenza Gorilla (ゴリ異変?, Gori ihen) - 155. Il ruggito del Re delle scimmie (ボス猿咆哮?, Bosu saru hōkō) - 156. Due tipi assurdi (メチャクチャな2人?, Mechakucha na futari) - 157. Una doppia umiliazione (屈辱2?, Kutsujoku Tsū) - 158. Arriva la fregatura (落とし穴の予感?, Otoshiana no yokan) - 159. Lodatemi ancora, vi prego (ホメてくれ?, Hometekure) - 160. Esperienza (経験?, Keiken) - 161. Sconfitta (敗北?, Haiboku) |                                     |                                   |
| 19    | 37-38 | Ace 「エース」 - Ēsu | 4 luglio 1994 ISBN 4-08-871629-9    | 10 giugno 1999 24 giugno 1999     |
| 19    | 37-38 | Capitoli - 162. Second Half (2nd Half?) - 163. Un primo tempo sottotono (沈黙の前半?, Chinmoku no zenhan) - 164. Ace (エース?, Ēsu) - 165. Pazienza (我慢?, Gaman) - 166. L'uomo che non impara mai (こりない男?, Korinai otoko) - 167. Fine Play (ファインプレイ?, Fain Purei) - 168. Il sogno di Taoka (田岡の夢?, Taoka no yume) - 169. Le eroiche gesta di Sakuragi, Re del rimbalzo (リバウンド王・桜木奮闘?, Ribaundo ō Sakuragi funtō) - 170. Il grido del vincitore (勝利の雄叫び?, Shōri no otakebi) |                                     |                                   |
| 20    | 39-40 | Il crollo dello Shohoku 「湘北崩壊」 - Shōhoku hōkai | 2 settembre 1994 ISBN 4-08-871630-2 | 8 luglio 1999 22 luglio 1999      |
| 20    | 39-40 | Capitoli - 171. Siete tutti ragazzi in gamba! (君たちは強い?, Kimi-tachi wa tsuyoi) - 172. The Boss Is Back (ボス Is Back?, Bosu Is Back) - 173. Capacità di concentrazione (集中力?, Shūchūryoku) - 174. Blue Color (Blue Color?) - 175. Il protagonista (主役?, Shuyaku) - 176. Elementi di instabilità (不安要素?, Fuan yōso) - 177. L'acchiappapunti (点取り屋?, Tentori-ya) - 178. Sendo ON FIRE (仙道 ON FIRE?, Sendō ON FIRE) - 179. Il crollo dello Shohoku (湘北崩壊?, Shōhoku hōkai) |                                     |                                   |

## Volumi 21-31
| Nº Ja | Nº It | Titolo italiano Giapponese 「Kanji」 - Rōmaji | Data di prima pubblicazione         | Data di prima pubblicazione        |
| Nº Ja | Nº It | Titolo italiano Giapponese 「Kanji」 - Rōmaji | Giapponese                          | Italiano                           |
| 21    | 41-42 | La battaglia decisiva 「勝敗」 - Shōhai | 4 novembre 1994 ISBN 4-08-871841-0  | 12 agosto 1999 26 agosto 1999      |
| 21    | 41-42 | Capitoli - 180. Il rimpianto di Mitsui (三井悔恨?, Mitsui kaikon) - 181. Sakuragi il principiante (素人・桜木?, Shirōto Sakuragi) - 182. Sakuragi il principiante 2 (素人・桜木2?, Shirōto Sakuragi Tsū) - 183. Quattrocchi (メガネ君?, Megane-Kun) - 184. La battaglia decisiva (勝敗?, Shōhai) - 185. Il campionato interscolastico (インターハイ?, Intāhai) - 186. La stella di Aichi (愛知の星?, Aichi no hoshi) - 187. Matricola (1年坊主?, Ichinen bōzu) - 188. Hikoichi torna a Osaka (彦一、大阪へ帰る?, Hikoichi, Ōsaka ni kaeru)                                                                                |                                     |                                    |
| 22    | 43-44 | First Round 「1st Round」 | 26 dicembre 1994 ISBN 4-08-871842-9 | 9 settembre 1999 23 settembre 1999 |
| 22    | 43-44 | Capitoli - 189. La patria del basket (バスケットの国?, Basuketto no kuni) - 190. Il liceale numero uno del Giappone (日本一の高校生?, Nippon ichi no kōkōsei) - 191. One on One (1 on 1?) - 192. First Round (1st Round?) - 193. Le nazionali sono a rischio (全国が危ない?, Zenkoku ga abunai) - 194. Il ritiro (合宿?, Gasshuku) - 195. Il ritiro -2 (合宿2?, Gasshuku Tsū) - 196. Il ritiro -3 (合宿3?, Gasshuku Surī) - 197. Basket Shoes (Brand-New) (バッシュ (brand-new)?, Basshu (brand-new)) |                                     |                                    |
| 23    | 45-46 | Classe A e classe C 「ＡランクとＣランク」 - Ē Ranku to Shī Ranku | 3 marzo 1995 ISBN 4-08-871843-7     | 14 ottobre 1999 28 ottobre 1999    |
| 23    | 45-46 | Capitoli - 198. Un treno ad alta velocità (新幹線?, Shinkansen) - 199. La notte prima dell'inizio (緒戦前夜?, Shosen zen'ya) - 200. Toyotama classe A - Shohoku classe C (Aランク豊玉・Cランク湘北?, Ē Ranku Toyotama - Shī Ranku Shōhoku) - 201. Classe A e classe C (AランクとCランク?, Ē Ranku to Shī Ranku) - 202. Genio infuriato (怒れる天才?, Okoreru tensai) - 203. Gorilla in piena forma (ゴリ絶好調?, Gori zekkōchō) - 204. Jump Shot (ジャンプシュート?, Janpu Shūto) - 205. Il presunto Ace Killer (疑惑のエースキラー?, Giwaku no Ēsu Kirā) - 206. Siamo degli ingenui (オレたちは甘い?, Ore-tachi wa amai) |                                     |                                    |
| 24    | 47-48 | Per la vittoria 「勝利のために」 - Shōri no tame ni | 2 giugno 1995 ISBN 4-08-871844-5    | 11 novembre 1999 25 novembre 1999  |
| 24    | 47-48 | Capitoli - 207. Attacco diretto (真っ向勝負?, Makkō shōbu) - 208. Un vero asso (エースの証明?, Ēsu no shōmei) - 209. Il tiro dell'allenamento speciale (合宿シュート?, Gasshuku Shūto) - 210. Shohoku all'inseguimento (湘北追撃?, Shōhoku tsuigeki) - 211. Cedimento interno (内部崩壊?, Naibu hōkai) - 212. Per la vittoria (勝利のために?, Shōri no tame ni) - 213. Tramonto di un asso (エースキラーの最期?, Ēsu Kirā no saigo) - 214. Ossessione di vittoria (勝利への執念?, Shōri e no shūnen) - 215. Yamao (ヤマオー?, Yamaō)                                                                                      |                                     |                                    |
| 25    | 49-50 | La sfida più grande 「最大の挑戦」 - Saidai no chōsen | 4 settembre 1995 ISBN 4-08-871845-3 | 9 dicembre 1999 23 dicembre 1999   |
| 25    | 49-50 | Capitoli - 216. Il re (王者?, Ōja) - 217. L'alba di un genio (夜明けの天才?, Yoake no tensai) - 218. Anatomia dello Shohoku (湘北徹底解剖?, Shōhoku tettei kaibō) - 219. L'avversario più temibile (強豪登場?, Kyōgō tōjō) - 220. Prima della battaglia (戦う前?, Tatakau mae) - 221. Non vedo l'ora di veder giocare il Sannoh Kogyo (早く見たいな山王工業?, Hayaku mitai San'nō kōgyō) - 222. La sfida più grande (最大の挑戦?, Saidai no chōsen) - 223. "Attacco a sorpresa" ("奇襲"?, Kishū) - 224. Superuomini? (天才??, Tensai?)                                                                                    |                                     |                                    |
| 26    | 51-52 | Scontro di forza 「パワー勝負」 - Pawā shōbu | 1º dicembre 1995 ISBN 4-08-871846-1 | 13 gennaio 2000 27 gennaio 2000    |
| 26    | 51-52 | Capitoli - 225. Shooter (シューター?, Shūtā) - 226. Il troppo storpia (出来すぎ?, Dekisugi) - 227. Dritto alla meta (狙い通り?, Neraidōri) - 228. Pride (プライド?, Puraido) - 229. Big Man (ビッグマン?, Biggu Man) - 230. Conflitto interno (局地戦?, Kyokuchisen) - 231. Scontro di forza (パワー勝負?, Pawā shōbu) - 232. Sayonara Mikio-ciccio (サヨナラ丸男?, Sayonara maruo) - 233. Un tumultuoso secondo tempo (怒涛の後半?, Dōtō no kōhan) |                                     |                                    |
| 27    | 53-54 | Shohoku in Trouble 「湘北 in Trouble」 - Shōhoku in Trouble | 2 febbraio 1996 ISBN 4-08-871847-X  | 10 febbraio 2000 24 febbraio 2000  |
| 27    | 53-54 | Capitoli - 234. Shohoku in Trouble (湘北 in Trouble?, Shōhoku in Trouble) - 235. Zone Press (ゾーンプレス?, Zōnpuresu) - 236. Speed Star (スピードスター?, Supīdosutā) - 237. The Man (The Man?) - 238. In the Middle (In the Middle?) - 239. Grande e furbo (大っきくてウマい?, Daikkikute uma i) - 240. Le brutte figure dello Shohoku (かっこ悪い湘北?, Kakko warui Shōhoku) - 241. Four points (4 Points?) - 242. Arriva l'asso nella manica (切り札参上?, Kirifuda sanjō) |                                     |                                    |
| 28    | 55-56 | Due anni 「2年間」 - Ninenkan | 4 aprile 1996 ISBN 4-08-871848-8    | 9 marzo 2000 23 marzo 2000         |
| 28    | 55-56 | Capitoli - 243. O.R. (O.R. (Offensive Rebound)?) - 244. Heart of Team (Heart of Team?) - 245. Fuori dalle tenebre (闇の外へ?, Yami no soto e) - 246. La decisione del capitano (主将の決意?, Shushō no ketsui) - 247. Non cederà mai (譲れない?, Yuzurenai) - 248. Due anni (2年間?, Ninenkan) - 249. Fiducia (信頼?, Shinrai) - 250. Ritmo (リズム?, Rizumu) - 251. Devi strafare! (図にのれ?, Zu ni nore) |                                     |                                    |
| 29    | 57-58 | Talento 「逸材」 - Itsuzai | 4 giugno 1996 ISBN 4-08-871849-6    | 6 aprile 2000 27 aprile 2000       |
| 29    | 57-58 | Capitoli - 252. Talento (逸材?, Itsuzai) - 253. L'asso Sawakita passa al contrattacco (エース沢北の逆襲?, Ēsu Sawakita no gyakushū) - 254. Super Asso (スーパーエース?, Sūpā Ēsu) - 255. Sawakita (沢北?, Sawakita) - 256. Challenge (チャレンジ?, Charenji) - 257. Challenge 2 (チャレンジ?, Charenji Tsū) - 258. Premesse per il futuro (布石?, Fuseki) - 259. Premesse per il futuro 2 (布石2?, Fuseki Tsū) - 260. I debiti si pagano sempre (借りは即返さなければならない?, Kari wa soku kaesanakereba naranai) |                                     |                                    |
| 30    | 59-60 | La carriera di un atleta 「選手生命」 - Senshū shimei | 2 agosto 1996 ISBN 4-08-871850-X    | 11 maggio 2000 25 maggio 2000      |
| 30    | 59-60 | Capitoli - 261. Swish (Swish?) - 262. Uno contro due (1対2?, Wan tai Tsū) - 263. Una buona strategia (一理ある?, Ichiriaru) - 264. Il salvatore (救世主?, Kyūseishu) - 265. Istruzioni (指図?, Sashizu) - 266. Punto di riferimento (原点?, Genten) - 267. La carriera di un atleta (選手生命?, Senshū shimei) - 268. La forza del grande Sannoh (最強・山王の体力?, Saikyō San'nō no tairyoku) - 269. Fine precoce di un genio (天才薄命?, Tensai hakumei) |                                     |                                    |
| 31    | 61-62 | Il club di basket del liceo Shohoku 「湘北高校バスケットボール部」 - Shōhoku kōkō Basukettobōru-bu | 3 ottobre 1996 ISBN 4-08-871839-9   | 8 giugno 2000 22 giugno 2000       |
| 31    | 61-62 | Capitoli - 270. Momento di gloria (栄光の時?, Eikō no toki) - 271. Lo Shohoku più risoluto (ダンコ湘北?, Danko Shōhoku) - 272. Difendere a tutti i costi (死守?, Shishu) - 273. Energia irresistibile (死力?, Shiryoku) - 274. Cinque contro quattro (5対4?, Faibu tai Fō) - 275. And One (And 1?) - 276. Il club di basket del liceo Shohoku (湘北高校バスケットボール部?, Shōhoku kōkō Basukettobōru-bu) |                                     |                                    |